# Braderup
Braderup (danès Brarup) és una ciutat del districte de Nordfriesland, dins l'Amt Südtondern, a l'estat alemany de Slesvig-Holstein. Es troba a 8 kilòmetres de la frontera amb Dinamarca. El 2022 tenia 662 habitants.